# ائوزینوفیلیک

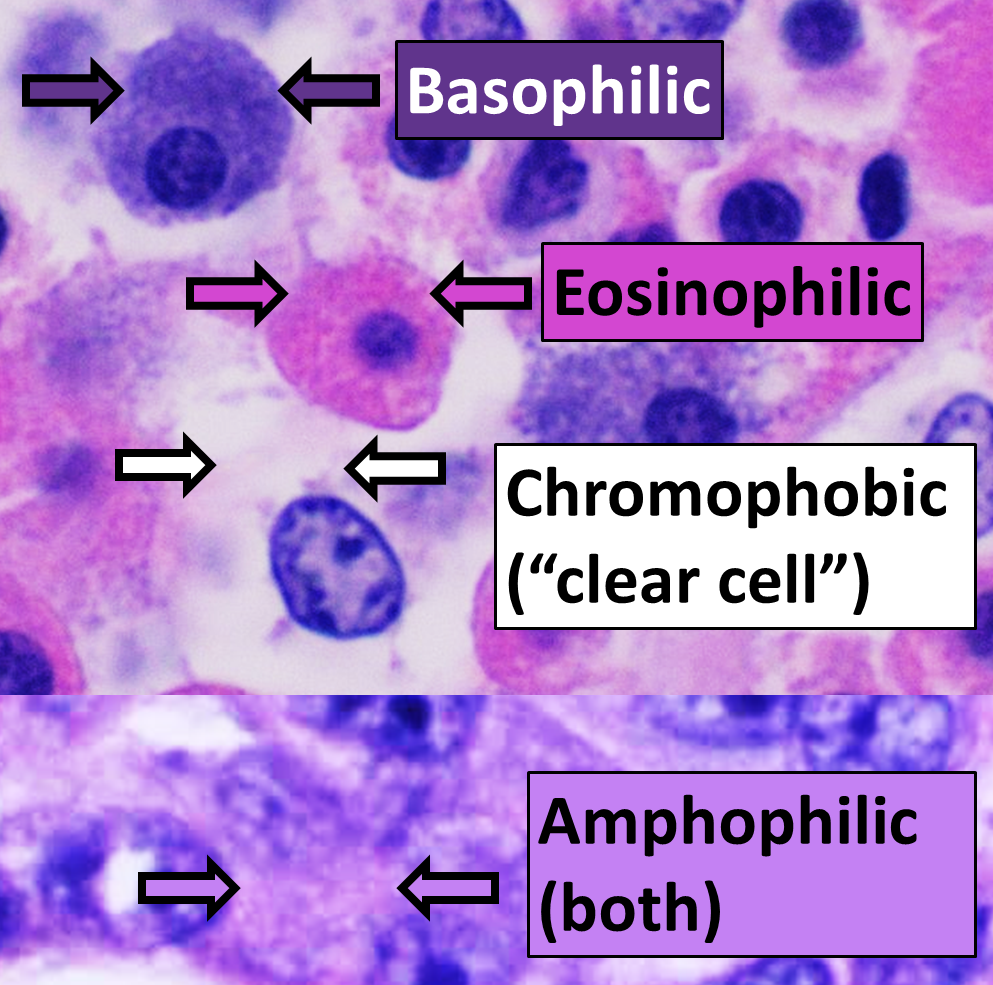
روش اصلی رنگ‌آمیزی هماتوکسیلین-ائوزین (H&E).

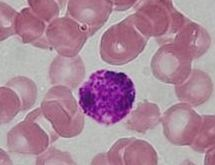
یک گرانولوسیت بازوفیل توسط گلبول‌های قرمز ائوزینوفیلیک با رنگ آمیزی ملایم با روش رنگ آمیزی H&E احاطه شده‌است.

ائوزینوفیلیک (به انگلیسی: Eosinophilic) (پسوند یونانی -phil- به معنی عاشق ائوزین است) رنگ آمیزی بافت‌ها، سلول‌ها یا اندامک‌ها پس از شستن آنها با ائوزین، یک رزانه است.
ائوزین یک رنگ اسیدی برای رنگ آمیزی سیتوپلاسم سلولی، کلاژن و سلول‌های ماهیچه‌ای است. ائوزینوفیلیک ظاهر سلول‌ها و ساختارهایی را که در بخش‌های بافت‌شناسی دیده می‌شوند توصیف می‌کند که توسط ائوزین رنگ می‌گیرد. به‌طور کلی این ساختارهای ائوزینوفیلی از پروتئین تشکیل شده‌اند.
ائوزین معمولاً با ماده‌ای به نام هماتوکسیلین ترکیب می‌شود تا بافت رنگ آمیزی شده با هماتوکسیلین و ائوزین ایجاد شود (که به آن لکه H&E , HE یا H+E نیز می‌گویند). این روش پرکاربردترین راه رنگ‌آمیزی در بافت‌شناسی برای تشخیص پزشکی است. هنگامی که یک پاتولوژیست بیوپسی یک سرطان مشکوک را بررسی می‌کند، بیوپسی را با H&E رنگ آمیزی می‌کند.
برخی از ساختارهایی که در داخل سلول‌ها دیده می‌شوند به عنوان ائوزینوفیلیک توصیف می‌شوند. به عنوان مثال، لوی و مالوری. برخی از سلول‌ها مانند گلبول سفید نیز به عنوان ائوزینوفیل توصیف می‌شوند،